# Ginga Eiyū Densetsu
Легенда про героїв Галактики (яп. 銀河英雄伝説, Ґінґа Ейю Денсецу, нім. Heldensagen vom Kosmosinsel, англ. Legend of the Galactic Heroes) — серія науково фантастичних романів, написаних Йосікі Танакою у жанрі космоопера. За мотивами творів було випущено кілька аніме адаптацій, основною з яких є 110-ти серійний однойменний OVA-серіал, котрий випускався з 1988 по 1997 рік, і є одним з найтриваліших OVA-видань.

## Сюжет
Події серії відбуваються у XXXV ст. і розповідають історію боротьби монархічної Галактичної Імперії та демократичного Альянсу Планет.